# 塔塔河
塔塔河是俄羅斯的河流，屬於阿爾丹河的左支流，由薩哈共和國負責管轄，河道全長414公里，流域面積約10,200平方公里，發源自勒拿高原東北部，河水主要來自融雪。